# Campeonato Asiático de Voleibol Masculino Sub-16
O Campeonato Asiático de Voleibol Masculino Sub-16 é uma competição organizada pela Confederação Asiática de Voleibol (AVC) que reúne a cada 2 anos seleções de voleibol da Ásia e da Oceania. A competição é reservada a jogadores com idade inferior a 16 anos.

## Histórico
A primeira edição do Campeonato Asiático Sub-16 ocorreu em Tasquente, no Uzbequistão, de 22 a 29 de julho de 2023. O torneio qualificou os três primeiros colocados na classificação geral para o Campeonato Mundial Sub-17 de 2024.
Na ocasião, a equipe do Irã conquistou o título inaugural ao derrotar os donos da casa por 3 sets a 1.

## Quadro geral
| Ordem | País         | Medalha de ouro | Medalha de prata | Medalha de bronze | Total |
| ----- | ------------ | --------------- | ---------------- | ----------------- | ----- |
| 1     | Irã          | 1               | 0                | 0                 | 1     |
| 2     | Uzbequistão  | 0               | 1                | 0                 | 1     |
| 3     | Taipé Chinês | 0               | 0                | 1                 | 1     |

## MVP por edição
- 2023 –  Khoshhaldashliboroun Mohammadraouf